# 팬톤-발렌타인 류코시딘

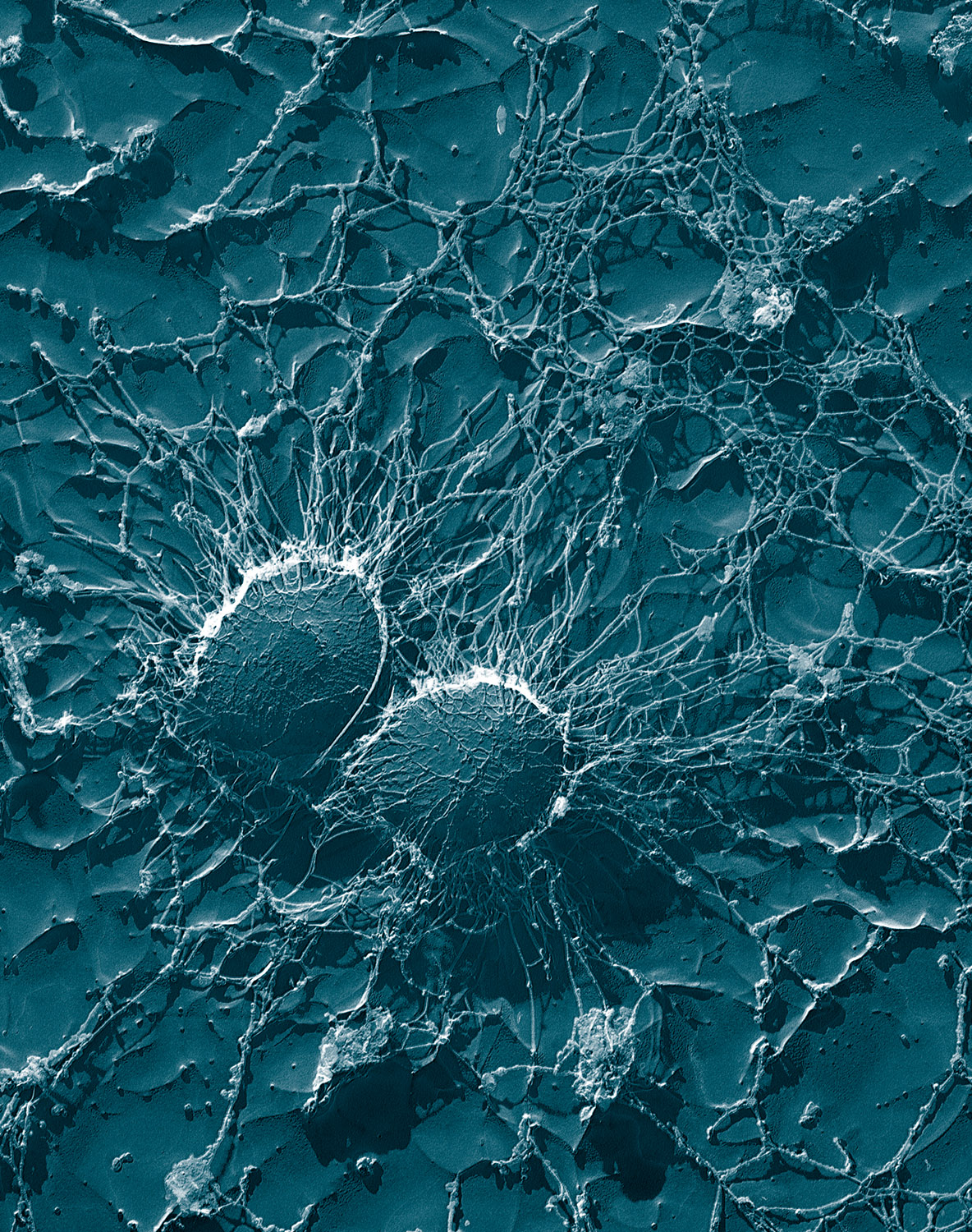
황색포도상구균에서 발현된 PVL (x50,000 사진)

팬톤-발렌타인 류코시딘(Panton-Valentine leukocidin, PVL)은 세포독소(cytotoxin)이다. PVL은 베타포어 형성(beta-pore-forming) 톡신의 한 종류이다. PVL의 존재유무는 몇몇 포도상구균(Staphylococcus aureus) 균주에서 병원성의 증가와 연관된다. 이것은 CA-MRSA (공동체-연관 메치실린 내성 포도상구균(community-associated Staphylococcus aureus))에서 많이 발견되며, 피부와 점막에서 괴사성 손상의 원인이 되며, 괴사성 출혈성 폐렴도 이것의 증상에 포함된다. PVL은 감염 세포막에 구멍을 만든다. PVL은 포도상구균을 감염시키는 박테리오파지의 유전물질이 만들어내며, 이는 병원성을 더욱 강하게 한다.

## 역사
PVL은 백혈구를 용해시키는 능력이 반 드 벨데(Van de Velde)에 의해 1894년에 처음 발견되었다. PVL의 이름은 1932년에 연조직 감염에서 이것을 연관시킨 팬톤(Sir Philip Noel Panton)과 발렌타인(Francis Valentine)에 의해 그 이름이 붙여졌다.

## 작용 메커니즘
PVL과 같은 외독소는 포도상구균의 병원성에 필수적인 요소를 구성한다. 거의 모든 균주가 치명적인 요소들을 분비하는데, 이것들은 숙주 조직을 세균의 성장에 필요한 영양분으로 바꾼다.

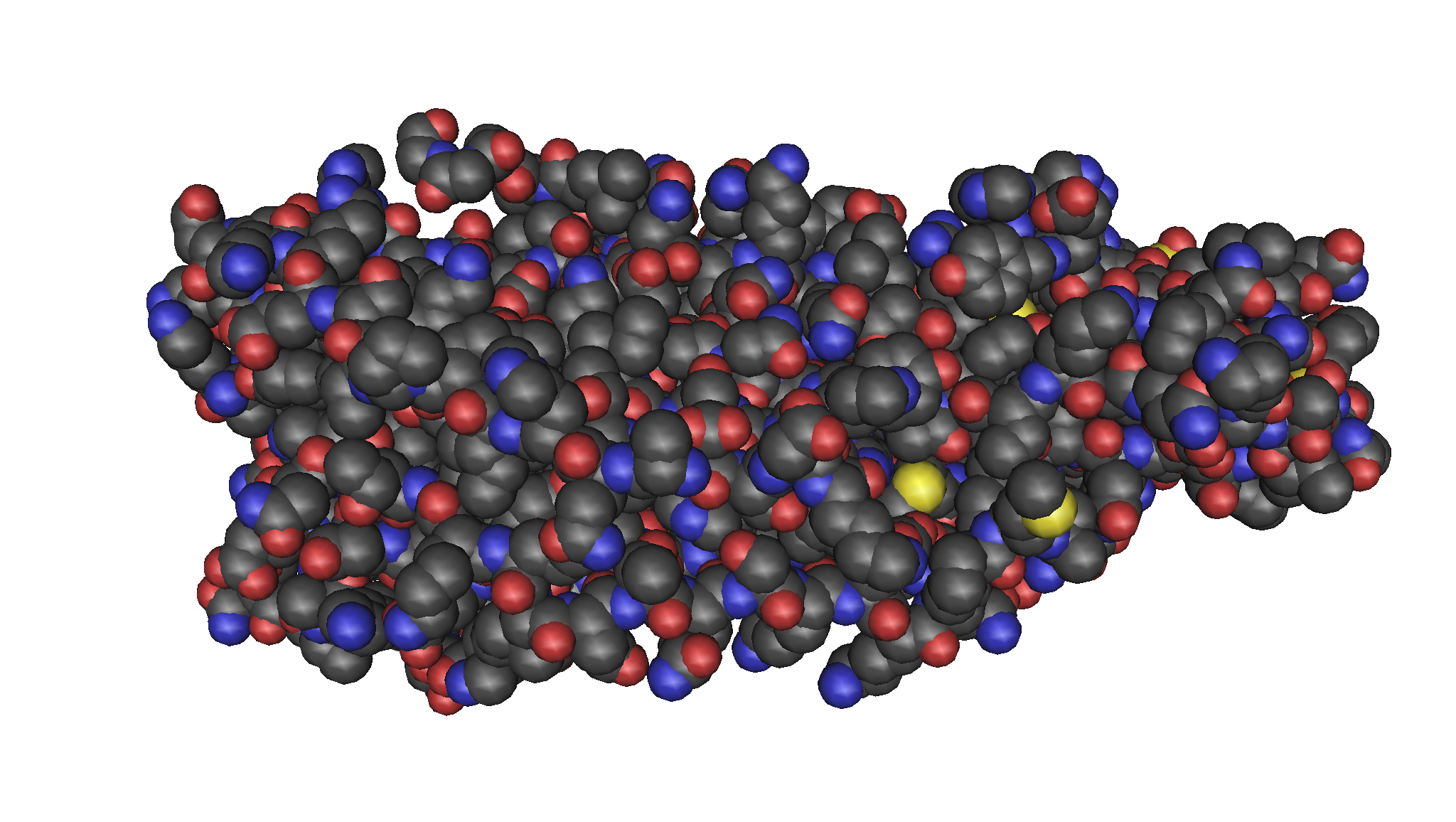
F 구성 요소, 1PVL

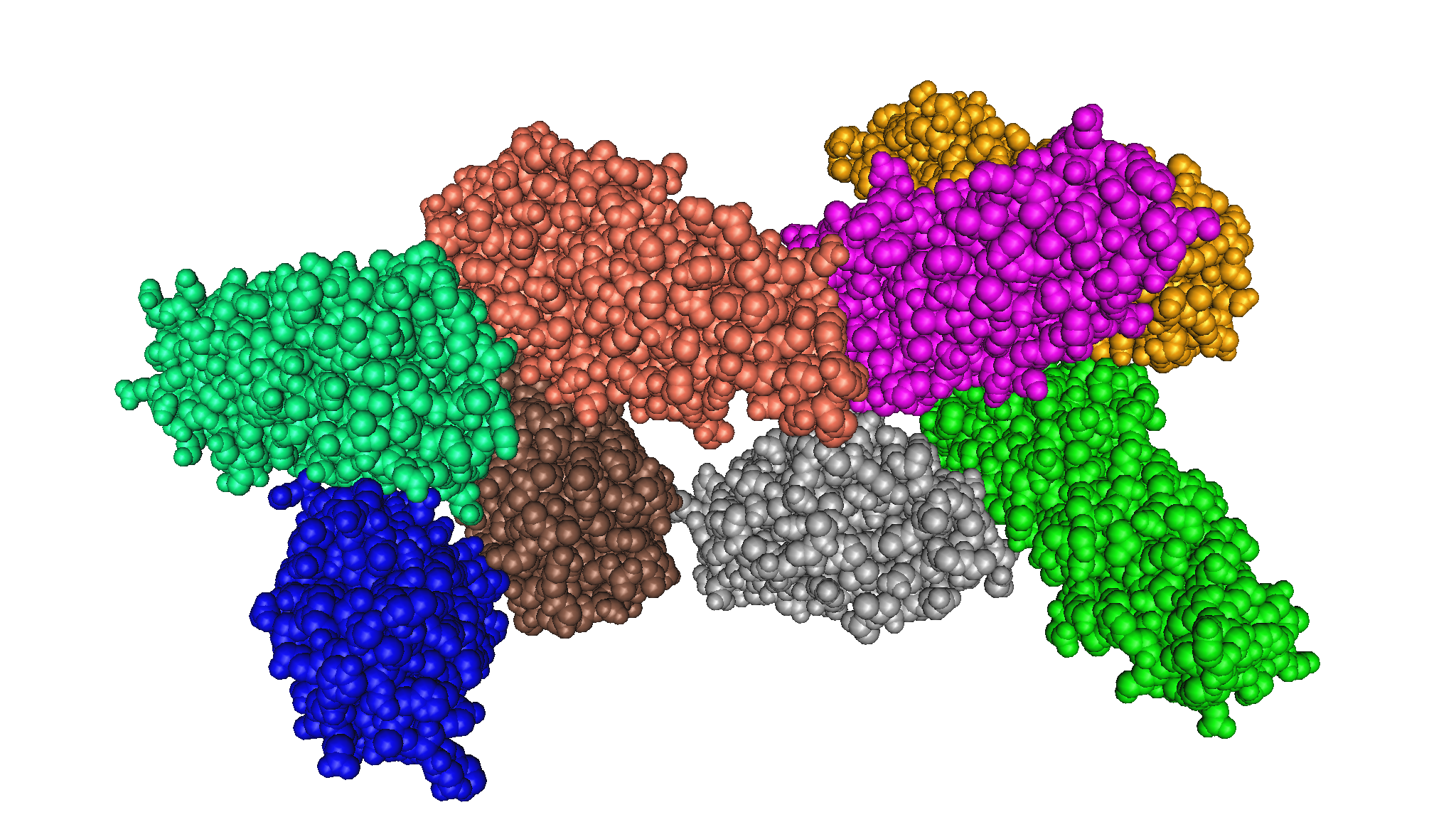
S 구성 요소, 1T5R

PVL은 세포의 막에 구멍을 생기도록 하는 독소이다. PVL 은 프로파지안에서 부호화된다. 이는 Φ-PVL라는 정해져 있는 포도상구균 염색체 안에 통합되어 있는 바이러스이다. 이 유전자는 두가지 단백질을 분비한다. LukS-PV와 LukF-PV라는 독소로 각각 사이즈는 33, 34kDa이다. 이 단백질의 구조는 수용성 형태에서 밝혀졌으며, 단백질 정보 은행(PDB)에 코드 1t5r과 1pvl로 조회가 가능하다.
LukS-PV 와 LukF-PV는 서브유닛으로서 함께 작용하며, 숙주의 방어작용을 하는 세포들, 특히 백혈구, 단핵구, 대식세포의 막에서 조합된다. 서브유닛은 합쳐져서 가운데 구멍이 있는 반지모양을 만들어 세포에 구멍을 뚫어 세포내용물이 빠져나오게 한다.

## 임상 효과
PVL 은 백혈구 파괴와 괴사성 폐렴, 심한경우 환자 중 75%까지 죽일 수 있다. 포도상구균성 괴사성 폐렴의 경우를 비교했을 때, 공동체에서 얻은(community-acquired) 폐렴(CAP)의 85%에서 원인체가 PVL양성을 보였다. 반면에 병원에서 얻은 경우에는 하나도 발견되지 않았다. CAP는 젊고 건강한 환자를 괴롭혀 왔으며 아직까지도 나쁜 예후(40%이상의 치사율)를 보여왔다. 이것은 많은 경우의 치명적인 세균성 감염의 발병에 중요한 역할을 한 것이다. PVL 포도상구균성 단백질A(protein A)의 발현을 증가시킬 수도 있으며, 이는 폐렴의 중요한 염증전(pro-inflammatory) 요소이다.

## 역학
PVL는 포도상구균과 관련된 많은 독소 중 하나이다. 연조직 감염을 일으키는 사실상 거의 모든 CA-MRSA에서 PVL는 발견된다. 오랜 기간동안 PVL은 포도상구균이 호중구(neutrophil)를 목표로 정해서 죽일 수 있는 것을 가능케 하는 것으로 알려져왔다. 이러한 관점은 반론이 있었는데, 중요 유행성 CA-MRSA 균주 두 가지에서 PVL 제거했을 때, 감염성이나 호중구 파괴의 감소가 쥐 모델에서 일어나지 않았기 때문이다.
유전자 분석에 따르면 PVL CA-MRSA가 다른 대륙들에서 몇번 출현했지만, 이것들이 단일 클론으로서 세계적으로 퍼진것은 아니다.